# Neskončnost
Neskônčnost, navadno označena s simbolom {\displaystyle \infty \!\,}, je lastnost, ki pomeni, da nekaj ni omejeno ali nima mej. Neskončnost je navadno določena kot nekaj kar nima mej v prostoru in času. V praksi se pojem uporablja predvsem v matematiki, kjer računanje limite, ko gre neka količina x proti {\displaystyle \infty \!\ }, pomeni, da se lahko vedno izmisli še večji x od nekega izbranega.

## Neskončnost v matematiki
Gabrielov rog ali Torricellijeva trobenta, geometrijsko telo, ki si ga je zamislil Evangelista Torricelli, ima neskončno površino vendar končno prostornino.
Moči nekaterih množic niso končne – recimo že množica naravnih števil, N = {1, 2, 3, ... } ali množica sodih števil S = {2, 4, 6, ... }. 

## Neskončnost v fiziki
Za krajevni Vesolje ni jasno ali je končno ali ne. Einstein je sicer v anekdoti dejal:
»Samo dve stvari sta neskončni: vesolje in človeška neumnost – ampak za vesolje nisem povsem prepričan.«

## Neskončnost v jeziku
Izraz se uporablja tudi v vsakdanjem jeziku: Predavanje se je vleklo v neskončnost.